# Sticky Fingers
A Sticky Fingers a The Rolling Stones együttes kilencedik stúdióalbuma, amely 1971. április 23-án jelent meg. Ez volt első albumuk, mely az új Rolling Stones Records kiadásában jelent meg, és az első, melyen Mick Taylor végigjátszott.
Bár az érdemi munka csak 1970 márciusában kezdődött el, az albumon már korábban elkezdtek dolgozni: a Sister Morphine-t 1968 májusában és júniusában vették fel, 1969-ben pedig az alabamai Muscle Shoals Sound Studióban is dolgoztak. A felvételek legnagyobb része azonban 1970 őszén, a Stargrovesban beállított Rolling Stones Mobile Studióban készült. Ekkor már néhány olyan dalt is elpróbáltak, melyek az Exile on Main St. című albumon jelentek meg.
Amikor a Decca Records értesítette a zenekart, hogy még egy kislemezt ki kellett adniuk, a Cocksucker Blues című dalt ajánlották fel. Ezt a Decca elutasította, és a Street Fighting Man-t adta ki. Ezzel egyidőben Allen Klein a Rolling Stonesszal közös szerzői jogot kapott a "Brown Sugar" és a "Wild Horses" című dalra.
Az album 1971 januárjában készült el. Megjelenése előtt, márciusban adták ki kislemezen a Brown Sugar-t, ami az amerikai listákon 1., a brit listákon 2. lett. A kritikusok kedvezően fogadták a Sticky Fingerst (leszámítva a Rolling Stone kritikáját), világszerte a listák élére került, az USA-ban pedig a zenekar következő hét albuma szintén hasonló eredményt ért el.
A Sticky Fingers szerepel az 1001 lemez, amit hallanod kell, mielőtt meghalsz című könyvben.

## Az album dalai
|     | Cím                        | Szerző(k)                                      | Hossz |
| --- | -------------------------- | ---------------------------------------------- | ----- |
| 1.  | Brown Sugar                | Mick Jagger, Keith Richards                    | 3:51  |
| 2.  | Sway                       | Jagger, Richards                               | 3:52  |
| 3.  | Wild Horses                | Jagger, Richards                               | 5:43  |
| 4.  | Can't You Hear Me Knocking | Jagger, Richards                               | 7:15  |
| 5.  | You Gotta Move             | Mississippi Fred McDowell, Reverend Gary Davis | 2:33  |
| 6.  | Bitch                      | Jagger, Richards                               | 3:38  |
| 7.  | I Got the Blues            | Jagger, Richards                               | 3:54  |
| 8.  | Sister Morphine            | Jagger, Richards, Marianne Faithfull           | 5:34  |
| 9.  | Dead Flowers               | Jagger, Richards                               | 4:05  |
| 10. | Moonlight Mile             | Jagger, Richards                               | 5:56  |

## Közreműködők
Együttes
- Mick Jagger – ének, ütőhangszerek, akusztikus- és elektromos gitár
- Keith Richards – akusztikus- és elektromos gitár, vokál
- Mick Taylor – gitár, slide gitár
- Bill Wyman – basszusgitár, elektromos zongora (5.)
- Charlie Watts – dob, ütőhangszerek

Vendégzenészek
- Ian Stewart – zongora (1., 9.)
- Billy Preston – orgona (4., 7.)
- Nicky Hopkins – zongora (2.)
- Jim Dickinson – zongora (3.)
- Jack Nitzsche – zongora (8.)
- Ry Cooder – slide gitár (8.)
- Bobby Keys – szaxofon (1., 4., 6., 7.)
- Jim Price – trombita (6., 7.), zongora (10.)
- Rocky Dijon – ütőhangszerek (4.)
- Jimmy Miller – ütőhangszerek (4., 6.)
- Paul Buckmaster – vonós hangszerelés (2., 10.)